# Hokuto no Ken
Hokuto no Ken (Nhật: 北斗の拳 lit. Bắc Đẩu thần quyền) là một bộ manga Nhật Bản được Buronson viết kịch bản và Hara Tetsuo minh họa. Manga được đăng nhiều kỳ trên tạp chí Weekly Shōnen Jump từ năm 1983 đến năm 1988, 245 chương ban đầu được nhà xuất bản Shueisha thu thập thành 27 tập tankōbon. Lấy bối cảnh ở Trái Đất thời hậu chiến tranh hạt nhân, câu chuyện xoay quanh một chiến binh tên là Kenshiro, người được kế thừa một môn phái võ thuật chết người được gọi là Hokuto Shinken. Môn phái cho phép anh có khả năng giết chết đối thủ bằng cách công kích vào các yếu huyệt của chúng. Phong cách chiến đấu này thường khiến cho kẻ thù chết một cách dã man và máu me. Kenshiro dành cả cuộc đời của mình để chiến đấu chống lại nhiều băng đảng, kẻ cướp và lãnh chúa để bảo vệ cuộc sống của những người vô tội không có khả năng tự vệ, cũng như những người anh em và bạn bè chí cốt.
Hokuto no Ken đã được chuyển thể thành hai bộ phim truyền hình anime dài tập do Toei Animation sản xuất, đồng phát sóng trên Fuji TV và các chi nhánh của nó từ năm 1984 đến năm 1988, bao gồm tổng cộng 152 tập. Kể từ đó, nó đã mở rộng thành một thương hiệu truyền thông, bao gồm nhiều bộ anime, một bộ phim người đóng, OVA, video game và loạt spin-off tập trung vào các nhân vật khác từ câu chuyện gốc. Nó cũng có một số trò chơi điện tử và máy pachinko do Sega Sammy sản xuất.
Bộ manga gốc đã được xuất bản bằng tiếng Anh bởi Viz Communications dưới dạng truyện tranh hàng tháng, và sau này là Gutsoon! Entertainment dưới dạng tiểu thuyết đồ họa màu dài tập, mặc dù cả hai bản dịch đều không được hoàn thành. Các bản chuyển thể tiếng Anh của các phương tiện truyền thông khác đã được cấp phép cho các công ty khác, bao gồm cả phim truyền hình dài tập và phim điện ảnh năm 1986.
Tính đến năm 2018, Fist of the North Star là một trong hai mươi thương hiệu truyền thông có doanh thu cao nhất mọi thời đại, ước tính thương hiệu này đã có tổng doanh thu hơn 20 tỉ đô la Mỹ. Bộ manga đã bán được hơn 100 triệu bản, trở thành một trong những bộ manga bán chạy nhất trong lịch sử.

## Cốt truyện
Một cuộc chiến tranh hạt nhân trên toàn thế giới diễn ra vào khoảng những năm 1990 đã dẫn đến sự hủy diệt hầu hết các nền văn minh, biến thế giới thành một sa mạc hoang vu. Những người còn sống sót phải đấu tranh để giành lấy bất cứ nguồn cung cấp thực phẩm nào và nguồn nước không bị ô nhiễm. Kenshiro là người kế thừa môn phái Hokuto Shinken, một môn phái sát quyền cổ truyền huấn luyện các học viên kỹ thuật tàn phá lục phủ ngũ tạng của đối thủ bằng phương pháp tấn công vào ẩn huyệt. Kenshiro từng mong muốn sống một cuộc đời bình yên nhưng kể từ lúc người vợ chưa cưới Yuria của anh bị sát hạị, anh đã bắt đầu hành trình trở thành vị cứu tinh của thế giới hậu tận thế, bảo vệ những con người yếu đuối và vô tội khỏi những băng nhóm và tổ chức xấu xa đe dọa đến sự tồn vong của họ. Trên đường đi, Kenshiro kết thân với một dạo chích trẻ tuổi tên là Bat và một cô gái mồ côi tên Lin, họ tham gia cùng anh như những người bạn đồng hành và là chứng nhân cho nhiều trận chiến của Ken.
Kenshiro luôn phải chạm trán với nhiều võ sĩ đối thủ, có thể kể đến sáu kiện tướng của môn phái Nanto Seiken (một môn phái sát quyền đối trọng) cũng như những huynh đệ đồng môn muốn cạnh tranh với anh để giành quyền kế vị Hokuto Shinken. Kẻ thù tối thượng mà Kenshiro phải đối mặt lại chính là người huynh đệ đồng môn Raoh, một chiến binh đã phá luật Hokuto Shinken khi đồ sát chưởng môn Ryuken và không chịu nhượng bộ kế vị cho Kenshiro. Raoh tìm cách chinh phục thế giới hậu tận thế với tư cách là một lãnh chúa dưới sự bảo hộ của Ken-oh (có thể hiểu là Quyền Vương) bằng cách thách đấu mọi võ sĩ mà hắn coi là mối đe dọa. Sau hàng loạt trận những chiến kéo dài, Kenshiro cuối cùng cũng đánh bại được Raoh và có vẻ như hòa bình cuối cùng đã đến với thế giới hậu tận thế.
Tuy nhiên, vài năm sau, một đế chế độc tài với tên gọi là Tentei (Thiên Đế) đã lên nắm quyền hành, đàn áp bất cứ ai dám chống đối chúng. Kenshiro đã bắt đầu hành động, đồng hành cùng với Bat và Lin hiện đã trưởng thành dưới ngọn cờ khởi nghĩa của Lực lượng vũ trang Hokuto. Khi họ chiến đấu trên đường vào thành phố thủ đô của Đế chế, họ phát hiện ra rằng Đế chế đã bị chiếm đóng bởi Phó vương Jakoh, một kẻ cướp ngôi đang giam giữ Tentei thật sự dưới hầm ngục của hắn. Lực lượng vũ trang Hokuto đã thả tự do cho Hoàng hậu, người hóa ra là chị gái thất lạc từ lâu của Lin và Jakoh bị tiêu diệt ngay sau đó.
Tuy nhiên, Lin sau đó bị bắt giữ bởi tàn dư của lực lượng Jakoh và bị đày đến Vương quốc Shura bí ẩn, một vùng đất tàn bạo của các chiến binh được cai trị bởi ba vị lãnh chúa. Bọn chúng là những kẻ tinh thông võ đạo của môn phái Hokuto Ryūken, một môn phái võ thuật được tách ra từ môn phái chính thống Hokuto Shinken nhưng đi theo tà đạo. Kaioh, kẻ đứng đầu của ba vị lãnh chúa đã lên kế hoạch chinh phục thế giới hậu tận thế bằng cách xóa sổ những tín đồ của môn phái Hokuto Shinken. Kenshiro sau đó đã phát hiện ra di chúc được niêm phong của Shuken, người sáng lập ra môn phái Hokuto Shinken. Ông đã ngầm lưu giữ một bí kíp để có thể vượt qua được tuyệt kỹ của Kaioh. Kenshiro đánh bại Kaioh và giải cứu Lin, để Bat chăm sóc cô. Trong những chương cuối cùng, Kenshiro đã bắt đầu một cuộc hành trình với Ryu, đứa con trai mồ côi của Raoh, để dẫn dắt cậu trở thành người kế vị Hokuto Shinken tiếp theo, chạm trán và chiến đấu với nhiều đối thủ khác nhau trong suốt hành trình. Trong phần cuối cùng, Kenshiro đã phải giải cứu Bat và Lin khỏi kẻ thù trong quá khứ.

## Sản xuất

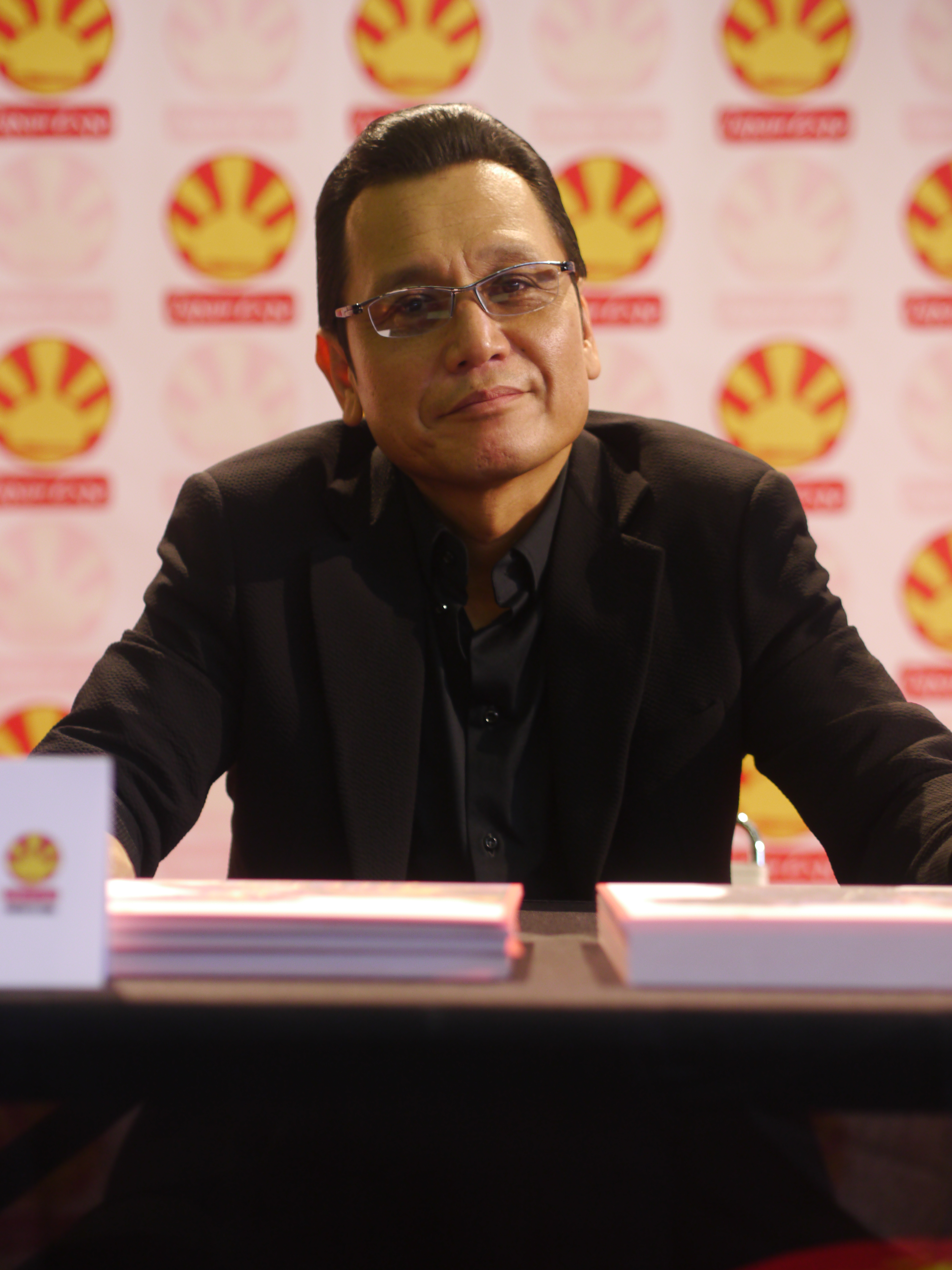
Người vẽ minh họa cho bộ truyện là Hara Tetsuo năm 2013

Hara Tetsuo đã tiết lộ rằng ông đã lên ý tưởng cho Hokuto no Ken từ biên tập viên Horie Nobuhiko. Theo Hara, Horie đề nghị ông nên vẽ một bộ manga về "một võ sĩ tiêu diệt đối thủ của mình bằng cách công kích vào điểm huyệt của họ" dựa trên nguyện vọng của Hara là vẽ một bộ manga về võ thuật và những hiểu biết của ông về huyệt đạo. Vào thời điểm đó, Hara gặp nhiều khó khăn khi thâm nhập thị trường vì manga dài tập đầu tiên của ông, The Iron Don Quijote (một bộ manga về đua xe mô tô) đã bị hủy bỏ sau 10 tuần ra mắt. Một phiên bản nguyên mẫu của Hokuto no Ken đã được xuất bản dưới dạng một câu chuyện one-shot trong số ra tháng 4 năm 1983 của tạp chí Fresh Jump. Tiếp đến là Hokuto no Ken II, one-shot thứ hai được xuất bản trong số ra tháng 6 năm 1983. Cả hai câu chuyện đều được tập hợp trong tập tankōbon thứ hai của The Iron Don Quijote.
Hai tập one-shot đã được đón nhận nồng nhiệt trong các cuộc khảo sát của độc giả trên Fresh Jump và Hara Tetsuo được giao nhiệm vụ biến Hokuto no Ken thành một bộ manga hàng tuần. Buronson được chỉ định làm việc với ông với tư cách là người viết kịch bản cho phiên bản đăng nhiều kỳ. Cốt truyện đã được cải tiến, với bối cảnh những năm 1980 thời bấy giờ trong phiên bản gốc được thay thế bằng một thế giới tương lai hậu tận thế. Nhân vật chính là Kenshiro, ban đầu được dự định là một thiếu niên bị kết án oan trong câu chuyện nguyên mẫu của Hara, trở nên già dặn hơn và anh hùng khắc kỷ hơn với một quá khứ bi thảm.
Buronson đã trích dẫn Lý Tiểu Long và Max Rockatansky là hai nhân vật có ảnh hưởng lớn nhất đến Hokuto no Ken. Ông nói rằng Kenshiro và môn võ được lấy cảm hứng từ võ sư Lý Tiểu Long và các bộ phim hành động kung fu Hồng Kông những năm 1970 của ông, trong khi bối cảnh hậu tận thế được lấy cảm hứng từ loạt phim Mad Max (ra mắt năm 1979). Hokuto no Ken cũng bị ảnh hưởng bởi loạt manga Violence Jack (ra mắt năm 1973) của Nagai Go, một tác phẩm tương tự lấy bối cảnh sa mạc hoang vu thời hậu tận thế với các băng đảng xe máy, bạo lực vô chính phủ, các tòa nhà đổ nát, thường dân vô tội, tù trưởng bộ lạc và những ngôi làng nhỏ bị bỏ hoang. Cũng có ý kiến cho rằng Mad Max có thể bị ảnh hưởng bởi Violence Jack. Ban đầu, Hara và Buronson được ký hợp đồng thực hiện Hokuto no Ken trong ba năm, nhưng do sự nổi tiếng của nó và nhu cầu của nhà xuất bản, nó đã được kéo dài thành năm năm.

## Phương tiện truyền thông

### Manga
Hokuto no Ken được phát hành lần đầu tại Nhật Bản trên tạp chí Weekly Shōnen Jump vào ngày 13 tháng 9 năm 1983 và được đăng nhiều kỳ cho đến ngày 8 tháng 8 năm 1988, kéo dài 245 chương. Bản tập hợp tankobon gốc của Hokuto no Ken được xuất bản dưới ấn hiệu Jump Comics bởi nhà xuất bản Shueisha kéo dài 27 tập. Trong những năm 1990, Shueisha đã tái bản Hokuto no Ken trong 15 ấn bản aizōban bìa cứng, cũng như 15 ấn bản bunko cỡ tiết kiệm tương ứng. Một ấn bản Kanzenban gồm 14 tập đã được Shogakukan xuất bản vào năm 2006 dưới ấn hiệu Big Comics Selection, có tác phẩm nghệ thuật màu nước gốc từ tạp chí theo kỳ Weekly Shōnen Jump. Nó cũng đã được phát hành dưới dạng 27 ấn bản sách điện tử kỹ thuật số.
Để kỷ niệm 30 năm của bộ manga, Tokuma Shoten đã tái xuất bản Hokuto no Ken dưới dạng phiên bản Extreme Edition gồm 18 tập được xuất bản hai cuốn mỗi tháng từ ngày 20 tháng 9 năm 2013 đến ngày 20 tháng 7 năm 2014 (có khoảng thời gian ngừng xuất bản giữa tháng 1 và tháng 4 năm 2014). Các phiên bản Extreme Edition này có hình minh họa bìa mới của Hara Tetsuo và in lại tất cả các tác phẩm nghệ thuật được tô màu từ các tạp chí theo kỳ của Weekly Jump gốc. Tập 11 bao gồm một chương bổ sung của Buronson và Hara, ban đầu được xuất bản thành hai phần trong số ra tháng 5 và tháng 6 năm 2014 của tạp chí Monthly Comic Zenon, có tựa đề Hokuto no Ken: Last Piece. Tình tiết chuyện lấy mốc thời gian giữa thất bại của Raoh và cuộc hội ngộ sau này của Kenshiro với Bat và Rin đã trưởng thành, câu chuyện chủ yếu xoay quanh chiến mã Kokuoh trước đây của Raoh và lý giải tại sao nó lại bị mất mắt trái trong khoảng thời gian này. Chương bổ sung cũng giới thiệu một nhân vật mới tên là Shōza, con trai của Jūza.

#### Bản dịch tiếng Anh
Năm 1989, Viz Communications xuất bản mười sáu chương đầu tiên của Hokuto no Ken bằng tiếng Anh dưới dạng truyện tranh tám số ra hàng tháng. Chúng sau này đã được tái bản trong một tuyển tập tiểu thuyết đồ họa duy nhất vào năm 1995. Trong cùng năm đó, Viz tiếp tục xuất bản bộ manga dưới dạng truyện tranh hàng tháng cho đến năm 1997, kéo dài mười tám số (chuyển thể từ chương 17–44), được chia thành ba phần. Lần xuất bản thứ hai này sau đó đã được tái bản trong ba tập tiểu thuyết đồ họa bổ sung có tựa đề Night of the Jackal, Southern Cross và Blood Brothers. Phiên bản của Viz có tác phẩm nghệ thuật phản chiếu với các hiệu ứng âm thanh đã dịch và các chi tiết chỉnh sửa khác.
Năm 2002, bản chuyển thể tiếng Anh thứ hai được xuất bản bởi Gutsoon! Entertainment với tựa đề Fist of the North Star: Master Edition, vẫn giữ nguyên hướng đọc từ phải sang trái ban đầu nhưng có tác phẩm nghệ thuật được tô màu kỹ thuật số. Mỗi tập từ tập thứ tư trở đi đều có hình minh họa bìa mới của Hara Tetsuo được làm riêng cho Master Edition. Phiên bản Master Edition ngừng xuất bản chỉ một năm sau khi bắt đầu vào năm 2003, chỉ kéo dài chín tập do Gutsoon! rút khỏi thị trường Bắc Mỹ.

#### Tiền truyện
Năm 2001, Hara Tetsuo bắt đầu thực hiện phần tiền truyện của Hokuto no Ken với tựa đề Sōten no Ken, được đăng nhiều kỳ trên tạp chí Weekly Comic Bunch cho đến năm 2010. Lấy bối cảnh Chiến tranh Trung-Nhật lần thứ hai vào năm 1935, câu chuyện kể về người tiền nhiệm của môn phái Hokuto Shinken và cùng tên với Kenshiro, Kasumi Kenshiro. Bản chuyển thể tiếng Anh của Sōten no Ken đã được xuất bản ở Bắc Mỹ bởi Gutsoon! Entertainment trong tuyển tập manga hiện không còn tồn tại Raijin Comics. Bốn tập được tập hợp đã được xuất bản trước khi công ty ngừng hoạt động.

#### Spin-off
Một loạt spin-off của Hokuto no Ken bắt đầu được xuất bản trên Weekly Comic Bunch và Big Comics Superior sau đó. Dòng tác phẩm này được đặt tên là Hokuto Gaiden, vì mỗi tựa truyện đều tập trung vào một nhân vật phụ cụ thể trong manga gốc. Các tiêu đề sau đã được xuất bản cho đến nay:
- 'Ten no Haō: Hokuto no Ken: Raoh Gaiden' của Osada Youkow. Loạt spin-off đã được đăng nhiều kỳ trên tạp chí Weekly Comics Bunch có Reina và Souga từ loạt phim điện ảnh Shin Kyūseishu Densetsu Hokuto no Ken. Tất cả 42 chương (cũng như một phần kết hai phần đã được xuất bản sau khi kết thúc bộ truyện) được tập hợp thành năm tập tankōbon.[15] Nó đã được chuyển thể thành một bộ anime dài 13 tập được phát sóng trên Tokyo MX vào năm 2008. Bản chuyển thể anime đã được cấp phép cho Sentai Filmworks với tựa đề Ten no Haō.[16]
- Jibo no Hoshi của Kasai Ayumi. Được đăng nhiều kỳ trên tạp chí Big Comics Superior thành ba phần từ ngày 10 tháng 3 đến ngày 14 tháng 4 năm 2006 và sáu chương tiếp theo từ ngày 9 tháng 3 đến ngày 8 tháng 6 năm 2007. Một tập tankōbon duy nhất đã được phát hành.[17]
- Sōkoku no Garō của Nekoi Yasuyuki. Bản gốc ban đầu là hai câu chuyện one-shot riêng biệt được xuất bản trong số ra ngày 22 tháng 3 và 8 tháng 12 năm 2006 của Weekly Comic Bunch. Phiên bản one-shot của manga có phụ đề là Sōkoku no Garō Hokuto no Ken Rei Gaiden đã được chọn làm một bộ manga bắt đầu trên tạp chí Weekly Comic Bunch ngày 27 tháng 4 năm 2007.[18] Sê-ri ban đầu có phụ đề là Garō Hen, trước khi nhận được tiêu đề cuối cùng.
- Shirogane no Seija, một bộ spin-off của Nagate Yuka bắt đầu được đăng dài kỳ trên tạp chí Weekly Comic Bunch ngày 24 tháng 8 năm 2007.[19]
- Gokuaku no Hana của Hiromoto Shin-ichi, bắt đầu được xuất bản trên tạp chí Weekly Comic Bunch ngày 26 tháng 12 năm 2008.
- Hōkō no Kumo của Missile Kakurai, bắt đầu xuất bản trên tạp chí Weekly Comic Bunch ngày 12 tháng 2 năm 2010.
- DD Hokuto no Ken của Kajio, bắt đầu xuất bản trên tạp chí Monthly Comic Zenon số ra tháng 12 năm 2010.
- Kin'yoku no Garuda của Yamaguchi Yoshiji, được đăng nhiều kỳ trên tạp chí Monthly Comic Zenon từ tháng 4 năm 2013 đến tháng 8 năm 2013.[20]
- Hokuto no Ken: Ichigo Aji do Kawata Yūshi viết và Yukito Imōto minh họa, bắt đầu được đăng nhiều kỳ vào năm 2013 trên trang web Web Comic Zenyon.[21]

#### Máy đọc sách điện tử chuyên dụng
Vào năm 2018, một máy đọc sách điện tử chuyên dụng đã được bán với 18 tập Hokuto no Ken, mà không có tùy chọn tải bất kỳ thứ gì khác. Nó có hai màn hình gập lại như một cuốn sách và được bán với giá 30.000 yên ở Nhật Bản. Thiết bị chỉ đọc được gọi là eOneBook và được cung cấp năng lượng bởi pin AAA có thể tháo rời.

### Anime

#### Truyền hình nhiều tập
Hokuto no Ken ban đầu được Toei Animation chuyển thể thành anime truyền hình dài tập hàng tuần. Bộ phim được phát sóng trên đài truyền hình Fuji từ ngày 11 tháng 10 năm 1984 đến ngày 5 tháng 3 năm 1987, kéo dài 109 tập. Ngay sau đó là loạt anime phần tiếp theo, mang tên Hokuto no Ken 2, được phát sóng từ ngày 13 tháng 3 năm 1987 đến ngày 18 tháng 2 năm 1988, kéo dài thêm 43 tập (tổng cộng 152 tập giữa cả hai bộ phim).
Truyền hình dài tập đầy đủ chưa bao giờ được phát hành trên VHS ở Nhật Bản, mặc dù các bộ phim tổng hợp dài ba giờ được sản xuất bởi Toei Video bao gồm các mạch câu chuyện đầu tiên, thứ hai và thứ tư theo thứ tự đó. Vào ngày 24 tháng 7 năm 2002, Universal Music phát hành bộ đĩa DVD mã Vùng 2 bao gồm tất cả 152 tập trên 26 đĩa. Những đĩa này sau đó đã được phát hành dưới dạng các tập riêng lẻ từ ngày 21 tháng 5 năm 2003 đến ngày 21 tháng 1 năm 2004. Ba tập DVD "hay nhất" cũng được phát hành vào năm 2005, mỗi tập gồm bảy tập quan trọng của bộ phim. Vào ngày 28 tháng 3 năm 2008, Avex đã phát hành một bộ hộp phiên bản kỷ niệm 25 năm bao gồm các video mới của tất cả 152 tập được làm lại với độ nét cao, một lần nữa trải rộng trên 26 đĩa. Bộ này cũng có hai đĩa bổ sung nội dung bổ sung (bao gồm các phim tổng hợp nói trên).
Chương trình này được phát sóng với phụ đề tiếng Anh trên Nippon Golden Network vào cuối những năm 1980. 36 tập đầu tiên của bộ truyện đầu tiên được dịch và lồng tiếng bởi Manga Entertainment vào năm 1999, mặc dù chỉ có 24 tập được phát hành trên VHS (trải rộng trên tám băng). Tất cả 36 tập của phiên bản lồng tiếng đã được phát sóng trên Showtime Beyond ở Hoa Kỳ và trên Kênh khoa học viễn tưởng ở Vương quốc Anh, và sau đó được phát hành trên DVD vào năm 2003 (trải dài trên sáu tập riêng lẻ). Năm 2008, công ty con của Toei Animation tại Hoa Kỳ đã sản xuất bản dịch chính thức chỉ có phụ đề của tất cả 152 tập, được phát hành trên nhiều trang web tải xuống và phát trực tuyến có trả phí khác nhau chỉ dành cho khách hàng Bắc Mỹ. Discotek Media báo vào ngày 2 tháng 10 năm 2009 rằng họ đã mua bản quyền toàn bộ phim truyền hình dài tập Hokuto no Ken. Hai bộ đầu tiên được phát hành trong năm đó và hai bộ sau vào năm 2011. Các tập phim sử dụng cùng cách chuyển từ hộp DVD năm 2008 ở Nhật Bản, mặc dù nó không có bất kỳ tính năng đặc biệt nào. Tập đầu tiên có 36 tập đầu tiên cùng với bản lồng tiếng Anh của Manga Entertainment và tùy chọn âm thanh tiếng Nhật với phụ đề tiếng Anh; những phụ đề này đã được điều chỉnh từ bản dịch các tập phát trực tuyến của Toei. Discotek sau đó đã phát hành tất cả các đĩa từ tất cả bốn hộp (tổng cộng 21 đĩa) trong một bộ, Fist of the North Star: The Series - The Complete Series Collection, vào ngày 25 tháng 3 năm 2014. Discotek đã phát hành loạt video hoàn chỉnh dưới dạng Blu-ray độ nét tiêu chuẩn vào ngày 31 tháng 10 năm 2017.
Năm 2009, William Winckler Productions đã sản xuất sáu bộ phim tổng hợp được lồng tiếng bằng tiếng Anh. Các bộ phim bao gồm các cốt truyện chính trong loạt phim truyền hình, mỗi cốt truyện tập trung vào một nhân vật cụ thể (Shin, Rei, Toki, Souzer, Raoh và Kaioh). Những bộ phim tổng hợp này chưa được phát hành chính thức ở Bắc Mỹ và Châu Âu nhưng đã được phân phối đến các trang web phát trực tuyến video ở Nhật Bản vào năm 2012.

#### Phim điện ảnh và OVA
Phim lẻ hoạt hình đầu tiên dựa trên loạt manga chỉ đơn giản có tên gọi là Hokuto no ken đã được sản xuất bởi Toei Animation đã được trình chiếu tại Nhật Bản vào ngày 8 tháng 3 năm 1986. Được sản xuất bởi cùng một đội ngũ nhân viên và dàn diễn viên đã làm việc trong bộ phim truyền hình, bộ phim phỏng theo cốt truyện của manga từ đầu và cho đến cuộc chiến đầu tiên của Kenshiro với Raoh, có một số sự phóng tác so với thứ tự các sự kiện và cách câu chuyện diễn ra. Phiên bản lồng tiếng Anh do Streamline Pictures sản xuất được phát hành lần đầu tiên vào năm 1991 tại Bắc Mỹ vào năm 1994 tại Châu Âu và Úc bởi Manga Entertainment.
Năm 2003, một chương trình OVA ngắn tập dài ba tập có tựa đề Shin Hokuto no Ken được sản xuất bởi OB Planning, dựa trên tiểu thuyết của Hokuto no Ken năm 1996, Jubaku no Machi. Phiên bản lồng tiếng Anh do ADV Films sản xuất năm 2004.
Năm 2005, North Stars Pictures và TMS Entertainment thông báo phát triển loạt phim gồm 5 phần có tựa đề Shin Kyūseishu Densetsu Hokuto no Ken. Loạt phim bao gồm ba phim chiếu rạp và hai OVA, được phát hành trong khoảng thời gian ba năm từ năm 2006 đến năm 2008, đỉnh cao là kỷ niệm 25 năm nhượng quyền thương mại.
Tại phòng vé Nhật Bản, Hokuto no Ken (1986) thu về 1,8 tỉ yên và Raō Den: Jun'ai no Shō (2006) thu về 500 triệu yên, tổng cộng thu về 2,3 tỉ yên (29 triệu đô la Mỹ). Raō Den: Jun'ai no Shō cũng thu về 1.258.568 đô la khi phát hành ra nước ngoài, và Raō Den Gekitō no Shō (2007) thu về 1.479.911 đô la tại Nhật Bản, nâng tổng doanh thu phòng vé toàn cầu của phim 32 triệu đô la Mỹ.

### Phim người đóng
Phiên bản điện ảnh người đóng do Mỹ sản xuất của Hokuto no Ken được phát hành năm 1995, do Tony Randel đạo diễn dựa trên kịch bản của Peter Atkins và Wynne McLaughlin. Bộ phim dựa trên tình tiết chuyện Shin của manga, có sự tham gia của Gary Daniels trong vai Kenshiro, Costas Mandylor trong vai Shin và nữ diễn viên Nhật Bản Washio Isako trong vai Yuria, với Malcolm McDowell trong vai Ryuken và Chris Penn trong vai "Jackal" (thực ra là Jagi đã được đổi tên). Nó cũng có sự góp mặt của đô vật chuyên nghiệp Big Van Vader trong vai Goliath, và Kevin Arbouet trong vai "Rao" (không liên quan đến Raoh thực sự trong manga). Bộ phim đã được phát hành trực tiếp dưới dạng băng đĩa tại Hoa Kỳ và Nhật Bản (mặc dù nó đã được công chiếu trên HBO). Phiên bản lồng tiếng Nhật Bản sử dụng các diễn viên lồng tiếng gốc từ loạt anime những năm 1980.

## Đón nhận và kế thừa
Hokuto no Ken là một trong những tựa manga nổi tiếng nhất của Weekly Shōnen Jump trong suốt những năm 1980. Đây là một trong những bộ manga bán chạy nhất trong lịch sử, đã bán được khoảng 100 triệu bản. Trong một cuộc thăm dò do TV Asahi thực hiện vào năm 2005, bộ anime Hokuto no Ken đã xếp hạng 26 trong danh sách 100 bộ Anime dài tập hàng đầu. Trong một cuộc thăm dò thứ hai vào năm 2006, nó xếp hạng 89. Trong phiên bản bình chọn dành cho người nổi tiếng, nó xếp thứ 15.
Tính đến năm 2018, Hokuto no Ken là một trong hai mươi thương hiệu truyền thông có doanh thu cao nhất mọi thời đại, ước tính đã thu về hơn 20 tỉ đô la Mỹ tổng doanh thu nhượng quyền.

### Ảnh hưởng
Hokuto no Ken được coi là một trong những bộ shōnen manga có ảnh hưởng nhất mọi thời đại. Geek.com gọi nó là "một tác phẩm mang tính lịch sử, mang tính định nghĩa thế hệ đã đưa thể loại bạo lực kinh hoàng vào sử sách và truyền cảm hứng cho rất nhiều mangaka khác." Tác giả của Berserk Miura Kentaro đã gọi Hokuto no Ken là tác phẩm có ảnh hưởng lớn nhất đến phong cách sáng tác của ông. Hokuto no Ken cũng được cho là khởi nguồn ý tưởng cho chiêu thức kết liễu thô bạo mà sau này xuất hiện trong loạt trò chơi đối kháng Mortal Kombat.

### Meme Internet
Trong những năm 2010, câu cửa miệng của Kenshiro "Omae Wa Mou Shindeiru" (tạm dịch: "Mày tới số rồi con ạ") đã trở thành một trong những meme trên Internet dựa trên anime phổ biến nhất. Vào tháng 9 năm 2017, nhà sản xuất âm nhạc deadman 死人 (Noah Ryan Murphy) đã phát hành bài hát "Omae Wa Mou" lấy ý tưởng từ meme và dựa trên mẫu âm nhạc từ bài hát tiếng Nhật "Tiny Little Adiantum" (2013) từ album nhạc trò chơi điện tử Toho Bossa Nova 2 của loạt trò chơi Touhou Project. Rapper Lil Boom đã sản xuất phiên bản riêng của bài hát mang tên "Already Dead" ba tháng sau đó. Vào năm 2019, "Omae Wa Mou" đã lan truyền trên TikTok và đứng đầu bảng xếp hạng Viral 50 của Spotify, trước khi bị loại khỏi bảng xếp hạng sau khi bị khiếu nại về bản quyền.

## Trích dẫn
1. ↑  Toole, Michael (ngày 29 tháng 7 năm 2013). "A Fist Tale - The Mike Toole Show". Anime News Network. Truy cập ngày 13 tháng 8 năm 2018.
2. ↑  Loo, Egan (ngày 14 tháng 9 năm 2013). "Fist of the North Star Manga Reprint to Add New Chapter". Anime News Network. Truy cập ngày 12 tháng 12 năm 2019.
3. 1 2  "Interview with Hara Tetsuo". Raijin Comics. Bản gốc lưu trữ ngày 29 tháng 6 năm 2004. Truy cập ngày 21 tháng 7 năm 2007.
4. 1 2  "Interview with Buronson". ADV Films Presents: New Fist of the North Star. Bản gốc lưu trữ ngày 18 tháng 2 năm 2007. Truy cập ngày 21 tháng 7 năm 2007.
5. ↑  "Avis sur la série Violence Jack (1986)". SensCritique (bằng tiếng Pháp). ngày 30 tháng 6 năm 2011. Truy cập ngày 22 tháng 5 năm 2020. Violence Jack a certainement du influencer beaucoup d'œuvres (le manga papier étant tout de même de 1973), comme Mad Max ou encore Hokuto no Ken. Les motards, la violence, les décors détruits, le désert, les innocents, les ignobles chefs de "tribus", les petits villages abandonnés... tous les codes y sont.
6. ↑  Romano, Sal (ngày 9 tháng 4 năm 2018). "Interview: Travis Strikes Again: No More Heroes' Suda 51 at PAX East 2018". Gematsu. Truy cập ngày 22 tháng 5 năm 2020.
7. ↑  Gabrielli, Ettore (ngày 28 tháng 9 năm 2012). "40 anni di Devilman". Lo Spazio Bianco (bằng tiếng Ý). Truy cập ngày 24 tháng 5 năm 2020. Eppure senza le sue opere una grossa fetta dell'immaginario popolare non sarebbe la stessa, dai robottoni (che si apprestano a invadere anche i cinema grazie a Guillermo del Toro e al suo Pacific Rim) alle maghette (i Mahō shōjo) delle quali Cutie Honey è antesignana; senza dimenticare le influenze, o quanto meno l'anticipazione di certe tematiche, come l'ambientazione post-olocausto di Violence Jack (1973), che precede di diversi anni film come Mad Max (1979) o fumetti come Ken il Guerriero (1983).
8. ↑  "Fist of the North Star Manga Marks 25 Years with Wedding". Anime News Network. ngày 12 tháng 8 năm 2008. Truy cập ngày 29 tháng 7 năm 2015.
9. ↑  北斗の拳 全27巻・全巻セット (bằng tiếng Nhật). Truy cập ngày 2 tháng 8 năm 2007.
10. ↑  北斗の拳/全15巻 (bằng tiếng Nhật). Truy cập ngày 2 tháng 8 năm 2007.
11. ↑  北斗の拳全15巻・全巻セット (bằng tiếng Nhật). Truy cập ngày 1 tháng 8 năm 2007.
12. ↑  小学館: コミック (bằng tiếng Nhật). Bản gốc lưu trữ ngày 5 tháng 11 năm 2015. Truy cập ngày 2 tháng 8 năm 2007.
13. ↑  "北斗の拳 原哲夫: コアミックス - 電子書籍はeBookJapan: マンガ" (bằng tiếng Nhật). Bản gốc lưu trữ ngày 11 tháng 1 năm 2013. Truy cập ngày 2 tháng 8 năm 2007.
14. ↑  "Fist of the North Star Gets 2nd New Chapter in Comic Zenon". Anime News Network. ngày 26 tháng 2 năm 2014. Truy cập ngày 3 tháng 8 năm 2014.
15. ↑  週刊コミックバンチ★コアミックス: 連載作品・作家紹介: 天の覇王 北斗の拳 ラオウ外伝 (bằng tiếng Nhật). Bản gốc lưu trữ ngày 13 tháng 8 năm 2007. Truy cập ngày 29 tháng 7 năm 2007.
16. ↑  "ADV Nation: ADV Films to distribute Sentai Filmworks new license: Ten no Haoh (Fist of the North Star spin-off)". Bản gốc lưu trữ ngày 4 tháng 7 năm 2009. Truy cập ngày 11 tháng 7 năm 2009.
17. ↑  "Amazon.com: 北斗の拳ユリア外伝慈母の星 (ビッグコミックススペシャル)" (bằng tiếng Nhật). Truy cập ngày 29 tháng 7 năm 2007.
18. ↑  週刊コミックバンチ★コアミックス: 最新号情報と予告 (bằng tiếng Nhật). Bản gốc lưu trữ ngày 13 tháng 8 năm 2007. Truy cập ngày 29 tháng 7 năm 2007.
19. ↑  週刊コミックバンチ★コアミックス: 最新号情報と予告 (bằng tiếng Nhật). Bản gốc lưu trữ ngày 24 tháng 6 năm 2007. Truy cập ngày 10 tháng 8 năm 2007.
20. ↑  "Fist of the North Star Spinoff Manga Series Kinyoku no Garuda Ends in Comic Zenon". Anime News Network. Truy cập ngày 17 tháng 2 năm 2014.
21. ↑  "Hokuto no Ken: Ichigo Aji Spinoff Gag Manga Gets TV Anime This Fall". Anime News Network. ngày 18 tháng 6 năm 2015. Truy cập ngày 16 tháng 8 năm 2015.
22. ↑  Michael Kozlowski (ngày 11 tháng 1 năm 2018). "eOneBook is innovative, but will likely be a commercial failure". GoodEReader. Truy cập ngày 11 tháng 1 năm 2018.
23. ↑  "北斗の拳 (official Toei site)" (bằng tiếng Nhật). Bản gốc lưu trữ ngày 30 tháng 8 năm 2006. Truy cập ngày 1 tháng 6 năm 2016.
24. ↑  "Newtype". Quyển 18 số 10. Kadokawa Shoten. tháng 6 năm 2002. tr. 128. {{Chú thích tạp chí}}: Chú thích magazine cần |magazine= (trợ giúp)
25. ↑  "「北斗の拳」DVD-BOX発売" (bằng tiếng Nhật).
26. ↑  "Discotek Media picks up Fist of the North Star". Bản gốc lưu trữ ngày 30 tháng 7 năm 2017. Truy cập ngày 3 tháng 10 năm 2009.
27. ↑  "Toei, William Winckler Prod., Rioloco Dub 23+ Features". Anime News Network.
28. ↑  [北斗の拳 英語版総集編 作品紹介ページ] アニメ動画 [Fist of the North Star: English Digest Edition production introduction page]. DMM.com (bằng tiếng Nhật). Bản gốc lưu trữ ngày 3 tháng 8 năm 2016.
29. ↑  "Hokuto no ken (1986)". Imdb.com. Truy cập ngày 14 tháng 9 năm 2008.
30. ↑  "GAGA Communications, Inc./International Sales Catalogue". Bản gốc lưu trữ ngày 3 tháng 7 năm 2009.
31. ↑  劇場版映画"北斗の拳｢ラオウ外伝｣純愛編"を2006年春全国東宝系公開 (bằng tiếng Nhật). Bản gốc lưu trữ ngày 13 tháng 1 năm 2013. Truy cập ngày 30 tháng 8 năm 2007.
32. ↑  "特集・コラム [ 映画ファンド ] －1－　映画ファンドとは　話題作の「北斗の拳」から仕組みを探る". QUICK Corp. ngày 8 tháng 2 năm 2007. Bản gốc lưu trữ ngày 19 tháng 12 năm 2007. Truy cập ngày 19 tháng 12 năm 2007.
33. ↑  "2006年 日本映画・外国映画 業界総決算 経営/製作/配給/興行のすべて". Kinema Junpo. Số 2007年（平成19年）2月下旬号. Kinema Junposha. 2007. tr. 184.
34. ↑  "Shin kyûseishu densetsu Hokuto no Ken: Raô den - Jun'ai no shô (Fist of the North Star: New Saviour Legend) (2006)". Box Office Mojo. Truy cập ngày 16 tháng 6 năm 2018.
35. ↑  "2007 Japan Yearly Box Office Results". Box Office Mojo. Truy cập ngày 16 tháng 6 năm 2018.
36. ↑  "劇場アニメ「真救世主伝説 北斗の拳」DVD発売記念イベント" (bằng tiếng Nhật). AV Watch. ngày 19 tháng 10 năm 2006. Truy cập ngày 28 tháng 11 năm 2013.
37. ↑  "TV Asahi Top 100 Anime". Anime News Network. Truy cập ngày 21 tháng 7 năm 2007.
38. ↑  "Japan's Favorite TV Anime". Anime News Network. Truy cập ngày 21 tháng 7 năm 2007.
39. ↑  Peters, Megan (ngày 23 tháng 6 năm 2018). "'Pokemon' Is The Highest-Grossing Franchise Of All-Time". ComicBook.com. Truy cập ngày 13 tháng 8 năm 2018.
40. ↑  "'One Piece' Total Franchise Gross Finally Surpasses 'Lord of the Rings'". ComicBook.com. ngày 26 tháng 3 năm 2019. Truy cập ngày 1 tháng 4 năm 2019.
41. ↑  Jensen, K. Thor (ngày 2 tháng 10 năm 2018). "The Absurd, Brilliant Violence of Fist Of The North Star". Geek.com. Ziff Davis. Bản gốc lưu trữ ngày 11 tháng 10 năm 2018. Truy cập ngày 28 tháng 4 năm 2020.
42. ↑  ""Berserk" Discussion Explores Kentarō Miura's Roots". Crunchyroll. ngày 12 tháng 8 năm 2016. Truy cập ngày 11 tháng 9 năm 2016.
43. ↑  King, Geoff; Krzywinska, Tanya (2002). Screenplay: Cinema/videogames/interfaces. Wallflower Press. tr. 199. ISBN 978-1-903364-23-9.
44. ↑  "Omae wa Mou Shindeiru (You Are Already Dead) Is a Big Anime Meme". The Daily Dot. ngày 21 tháng 9 năm 2017. Truy cập ngày 28 tháng 1 năm 2020.
45. ↑  Leight, Elias (ngày 16 tháng 8 năm 2019). "'The Worst-Best Day of My Life': How a Song Went Viral, Then Suddenly Disappeared". Rolling Stone. Truy cập ngày 28 tháng 1 năm 2020.